# Dix (Nebraska)
Dix es una villa ubicada en el condado de Kimball en el estado estadounidense de Nebraska. En el Censo de 2010 tenía una población de 255 habitantes, y una densidad poblacional de 447,53 personas por kilómetro cuadrado.

## Geografía
Dix se encuentra ubicada en las coordenadas 41°14′3″N 103°29′12″O / 41.23417, -103.48667. Según la Oficina del Censo de los Estados Unidos, Dix tiene una superficie total de 0.57 km², de la cual 0.57 km² corresponden a tierra firme y (0 %) 0 km² es agua.

## Demografía
Según el censo de 2010, había 255 personas residiendo en Dix. La densidad de población era de 447,53 hab./km². De los 255 habitantes, Dix estaba compuesta por el 95.29 % de blancos, el 0 % de negros, el 1.96 % de amerindios, el 1.18 % de asiáticos, el 0 % de isleños del Pacífico, el 0.78 % de otras razas, y el 0.78 % de dos o más razas. Del total de la población, el 4.31 % eran hispanos o latinos de cualquier raza.